# Vom Winde verweht
Vom Winde verweht (bzw. in jüngerer Übersetzung Vom Wind verweht, im englischen Original Gone with the Wind) ist ein Roman von Margaret Mitchell um die fiktiven Figuren Scarlett O’Hara und Rhett Butler. Er spielt in den 1860ern zur Zeit des Sezessionskriegs und der darauffolgenden Reconstruction im Süden der Vereinigten Staaten.
Das Buch erschien am 30. Juni 1936 und wurde sogleich einer der größten Bestseller in der Geschichte der amerikanischen Literatur; bereits im Oktober waren mehr als eine Million Exemplare verkauft worden. 1937 wurde Mitchell für den Roman mit dem Pulitzer-Preis ausgezeichnet. Bis heute wurden weltweit rund 30 Millionen Exemplare verkauft. 1939 kam die von David O. Selznick produzierte gleichnamige Verfilmung in die US-amerikanischen Kinos, die zu einem der bisher erfolgreichsten Filme wurde.

## Handlung
Die sechzehnjährige Scarlett O’Hara lebt mit ihren Eltern und zwei jüngeren Schwestern auf der Baumwollplantage Tara bei Atlanta. Sie ist der Liebling ihres Vaters und gewohnt, alle Wünsche erfüllt zu bekommen. Auf einem Gartenfest gesteht sie Ashley Wilkes, dem Sohn der Nachbarplantage Twelve Oaks, in den sie sich verliebt hat, ihre Gefühle. Ashley will jedoch seine Cousine Melanie Hamilton heiraten; die Verlobung soll am selben Tag verkündet werden. Im Anschluss an ihre Auseinandersetzung mit Ashley lernt Scarlett Rhett Butler kennen, einen Gast aus Charleston, der von seiner wohlhabenden Familie verstoßen wurde.
Kurz nach Ausbruch des Bürgerkriegs heiratet Ashley Melanie, und Scarlett nimmt aus Trotz den Antrag von Melanies Bruder Charles an. Die Männer ziehen in den Krieg, und Charles stirbt im Feldlager an einer Lungenentzündung. Scarlett bringt einen Sohn zur Welt, entwickelt aber wenig mütterliche Gefühle für das Kind. In der Hoffnung, Ashley wiederzusehen, zieht sie nach Atlanta zu Melanie und deren Tante „Pittypat“. Auf einem Fest zu Gunsten der Südstaaten-Armee trifft Scarlett Rhett Butler wieder. Während Truppen der Nordstaaten Atlanta angreifen, steht Scarlett Melanie bei der schweren Geburt von Ashleys Sohn bei. Für die anschließende Flucht nach Tara treibt Rhett Butler ein Pferd und einen Fuhrwagen auf und bringt sie mit Melanie und den Kindern aus dem brennenden Atlanta. An der Stadtgrenze verlässt er sie, um sich den Truppen der konföderierten Staaten anzuschließen, die sich auf dem Rückzug befinden.
Als Scarlett in Tara eintrifft, erfährt sie, dass ihre Mutter einen Tag zuvor an Typhus gestorben ist. Ihr Vater ist seitdem verwirrt, die beiden Schwestern sind ebenfalls typhuskrank und neben den Yankees haben konföderierte Marodeure und befreite Sklaven fast alle Lebensmittel gestohlen. In dieser Situation wird Scarlett zum Oberhaupt der Familie, versucht, den Alltag wieder in geordnete Bahnen zu bringen, arbeitet auf dem Feld. Später kehrt Ashley aus der Kriegsgefangenschaft zurück. Erneut versucht Scarlett, ihn für sich zu gewinnen. Doch Ashley will Melanie nicht verlassen und sehnt sich nach den vergangenen Zeiten zurück.
Als die Yankees eine hohe Steuernachforderung für Tara verlangen, hofft Scarlett, das Geld von Rhett Butler zu bekommen, der im Gefängnis von Atlanta sitzt. Sie bietet sich ihm als Geliebte an; Rhett weist sie ab. Daraufhin heiratet Scarlett einen langjährigen Verehrer ihrer Schwester Suellen, den Kaufmann Frank Kennedy, um an sein Geld zu kommen. Scarlett überredet Frank, in den Handel mit Bauholz einzusteigen, und übernimmt die Leitung der Sägemühle. Sie bringt Kennedys Tochter zur Welt, entwickelt aber auch für dieses Kind keine Zuneigung. Da sie geschäftlich mit Nordstaatlern verkehrt und mit dem als Kriegsgewinnler geltenden Rhett Butler Bekanntschaft pflegt, gerät sie in die Kritik der ehemaligen Plantagenbesitzer.
Nach einem Überfall auf Scarlett nimmt ihr Mann Frank an einem Racheakt des neu gegründeten Ku-Klux-Klan teil, der ihn das Leben kostet. Rhett Butler, der schon lange heimlich in Scarlett verliebt ist, macht ihr kurze Zeit danach einen Heiratsantrag, den sie annimmt. Rhett versucht, die Liebe seiner Frau zu gewinnen, indem er sie mit Luxus überhäuft und mit ihr auf Reisen geht. Scarlett hält jedoch noch immer an ihren Gefühlen für Ashley Wilkes fest, der mittlerweile für sie arbeitet. Scarlett bringt ihr drittes Kind zur Welt, das „Bonnie“ genannt wird.
Eines Tages dankt Ashley Scarlett für alles, was sie für ihn und Melanie getan hat, und umarmt sie. Diese Szene wird von Ashleys Schwester India beobachtet, die eine Affäre vermutet und entsprechende Gerüchte verbreitet. Am selben Abend fällt der wütende und angetrunkene Rhett über Scarlett her, um „den unsichtbaren Dritten in seiner Ehe aus ihren Gedanken zu löschen“. In der Folge entfremden sich die Eheleute immer mehr. Rhett geht mit der kleinen Tochter für einige Wochen auf eine Reise. Als Scarlett merkt, dass sie wieder schwanger ist, freut sie sich zunächst, da sie auf eine Versöhnung mit Rhett hofft.
Als Rhett zurückkehrt, reagiert er jedoch mit Sarkasmus auf die Nachricht. Es kommt zu einem heftigen Streit, in dessen Verlauf Scarlett die Treppe hinunterstürzt und eine Fehlgeburt erleidet. Rhett ist daraufhin außer sich vor Angst. Der Versuch, die Ehe zu retten, wird vom Tod der Tochter Bonnie vereitelt, die sich beim Hürdenspringen mit ihrem Pony das Genick bricht. Rhett schließt sich daraufhin tagelang mit dem Leichnam seiner Tochter ein und nur Melanie gelingt es schließlich, ihn herauszulocken. Melanie ist trotz ärztlicher Warnung erneut schwanger geworden und stirbt an einer Fehlgeburt.
Am Schluss des Romans erkennt Scarlett, dass ihre Liebe zu Ashley ein Hirngespinst war und sie eigentlich schon lange ihren Ehemann liebt. Doch für Rhett kommt diese Erkenntnis zu spät. Er verlässt sie, und Scarlett beschließt, nach Tara zurückzukehren.

## Hintergrund
- Ursprünglich hieß die Protagonistin „Pansy O’Hara“ und die Plantage „Tara“ trug den Namen „Fontenoy Hall“.
- Der Plantagenname „Tara“ stammt von dem gleichnamigen Hügel, dem sagenumwobenen Sitz der irischen Hochkönige, und unterstreicht die Verbundenheit der O’Haras mit ihrer alten Heimat.
- Das Buch sollte zunächst Tomorrow is Another Day heißen; mit dieser von Scarlett oft benutzten Redewendung endet der Roman.[3] Der letztlich verwendete Titel Gone with the Wind stammt aus dem Gedicht Non sum qualis eram bonae sub regno Cynarae von Ernest Dowson, der diese Sentenz aus Horaz’ Ode Intermissa Venus - An Venus übernahm.[4]

## Rezeption
Auch wenn in Deutschland Vom Winde verweht eher als ein Roman der Nachkriegszeit wahrgenommen wird, so erschien eine deutsche Übersetzung bereits 1937 und erzielte bis Kriegseintritt der USA 1941 eine Auflage von 300.000 Exemplaren. Auch der Völkische Beobachter lobte das Werk:
„Eine großartige und leidenschaftliche Schilderung amerikanischer Geschichte mit einer verblüffenden Wiedergabe des historischen Milieus und einer Zeichnung menschlicher Charaktere von einer bewundernswerten geistigen Warte aus.“ Das allerdings hinderte die Nazis nicht, mit dem Kriegseintritt der Amerikaner 1941 das Buch wie alle amerikanischen Druckerzeugnisse zu verbieten. Der Film zum Buch kam erst 1953 in die deutschen Kinos und verlieh dem Absatz der bereits wiederaufgelegten Romanvorlage weiteren Schwung, weshalb zwischen 1950 und 1960 allein rund 1,2 Millionen Exemplare auf dem deutschen Markt verkauft werden konnten.
Die Rechte der Übersetzung waren nach 1947 vom Goverts Verlag auf Claassen übergegangen und der erklärte den erneuten Erfolg von Mitchells Bestseller teils damit, dass dem ein Wunsch nach Wiederbeschaffung durch den Krieg verlorener Ausgaben zugrunde liege, teils dadurch, dass durch den Stoff – ein durch den Krieg verwüstetes Land – zwar eine Nähe bestehe, durch die historische Ferne die Gegenstände aber nicht zu nah gerückt würden. Anders als das Lesepublikum der 1950er und 1960er Jahre war der deutsche Literatur-Nobelpreis-Träger Heinrich Böll von dem Roman wenig angetan. Das Buch habe „jenen unbestimmbaren flutschigen Inhalt, der sich nicht genau definieren läßt, niemals genau zu definieren sein wird.“
Die Darstellung der historischen Abläufe im Roman erfolgt aus der Perspektive der Protagonisten, also der der besiegten weißen Südstaatler. Alan T. Nolan kritisiert daher in The Myth of the Lost Cause and Civil War History, dass die Darstellung einem einseitig prosüdlichen Narrativ folge. Die Sklaverei und die Rolle des Ku Klux Klan nach dem Sezessionskrieg würden beschönigt, die Reconstruction und die nordstaatlichen Soldaten dagegen negativ dargestellt. Der Roman folge in diesem Sinne den typischen Topoi des Lost Cause und gebe nicht die historischen Tatsachen wieder.
Sonja Zekri beurteilt den Roman als „modern in der Frauenfrage und archaisch im Verhältnis zwischen Schwarz und Weiß“: Mit der repressiven Idealisierung der Südstaatenfrauen habe Mitchell nichts anfangen können, das zeige schon ihre Protagonistin. Scarlett O’Hara habe sie als eine lebenshungrige, unzerstörbare, mehrfach verheiratete, erfolgreiche Geschäftsfrau gezeichnet, habe „die übliche männliche Enttäuschung darüber, dass eine Frau über ein Gehirn verfügt“ ironisiert (so Mitchell). Auf der anderen Seite sei es ein rassistisches Buch. Entgegen entschuldigender Rede sei die Sklaverei durchaus Thema gewesen. Ausgerechnet in einer Zeit, in der der Süden die Rassentrennung gesetzlich verankerte, habe Mitchell den Weißen alle Schuldgefühle genommen. In Form einer Romancing Slavery strahle Sklaverei im warmen Licht einer idealen Gemeinschaft. Mammy, Pork und die anderen Sklaven wüssten die Geborgenheit und Fürsorge der weißen Besitzer zu schätzen und fürchteten nichts so sehr wie die Yankees. „Die Besseren unter ihnen verschmähten ihre Freiheit und litten genauso wie ihre weiße Herrschaft“, so Mitchell.
Die französische Autorin Annie Ernaux bezieht sich in ihrem Lebenswerk Die Jahre wiederholt positiv auf den Roman, der wenige Jahre vor ihrer Geburt erschienen war und dessen Lektüre sie immer wieder beeindruckt habe.
2020 erschien der Roman in Deutschland in neuer Übersetzung. Basierend auf dieser Übersetzung schrieb die Schriftstellerin Amina Eisner eine 16-teilige rassismuskritische Hörspielbearbeitung unter dem Titel Vom Wind verweht - Die Prissy Edition, die Jörg Schlüter für den WDR inszeniert hat.

## Fortsetzungen
- Unter dem Titel Scarlett erschien 1991 ein Roman von Alexandra Ripley, der eine Fortsetzung des Romans darstellt, autorisiert von Margaret Mitchells Erben, ihren Neffen Joe und Eugène Mitchell, die für die Fortsetzungsrechte eine Umsatzbeteiligung an Scarlett erhielten.[14] Die Handlung spielt in den 1870er Jahren in Atlanta und in Irland. Hauptfigur ist wieder Scarlett O’Hara.[15] Ripleys Roman wurde im Jahr 1994 unter dem Titel Scarlett in der Form einer Mini-Fernsehserie mit vier Folgen von je 90 Minuten verfilmt.
- 2007 erschien der Roman Rhett von Donald McCaig, der die Geschichte aus Sicht des Protagonisten Rhett Butler schildert und ebenfalls von Mitchells Erben autorisiert wurde.[16]

## Ausgaben
- Erstausgabe: Gone with the Wind. Macmillan Publishers, New York NY 1936.
  - Aktuelle Ausgabe mit Vorwort von Pat Conroy: Pocket Books, New York NY 2008, ISBN 978-1-4165-4894-2.
- Deutsche Ausgabe: Vom Winde verweht. Roman. Übersetzt von Martin Beheim-Schwarzbach. Henry Goverts, Hamburg 1937.
  - Aktuelle Ausgabe: Weltbild, Augsburg 2012, ISBN 978-3-86365-493-1.
  - Taschenbuch: Ullstein TB 26189, Berlin 2004, ISBN 3-548-26189-2.
  - E-Book: Ullstein, Berlin 2013, ISBN 978-3-8437-0768-8.
- Deutsche Neuübersetzung: Vom Wind verweht. Übersetzt von Andreas Nohl und Liat Himmelheber. Antje Kunstmann, München 2020, ISBN 978-3-95614-318-2.